# Predella
Predella (tal. predella, od langobardskoga *predel - daščica;  podnožje, od novovisokonjemačkog Brett(e)l - otpiljena daska) je dio oltara.
U crkvenoj arhitekturi javlja se od početka 15. stoljeća u krilnom i još nekim arhitektonskim oltarima. Oltarna pala dobiva predellu tijekom gotike. Dekoracija su slike ili reljef, sprijeda obično figure, a straga apstraktni uresi. Prevladavaju biblijske teme, a kod oltara posvećenih nekom svecu, prizori iz njegova života. Ovaj vodoravni pojas ili stuba od drva (zato ime po daščici) ili kamena, pravokutna je izdužena oblika. Može biti iz jednog ili više dijelova. Nalazi se na donjem dijelu poliptiha ili oltarne pale, odnosno između menze i retabla. U predellama se ponekad čuvalo relikvije.